# (37277) 2000 YJ
2000 YJ (asteroide 37277) é um asteroide da cintura principal. Possui uma excentricidade de 0.09197860 e uma inclinação de 22.93829º.
Este asteroide foi descoberto no dia 16 de dezembro de 2000 por LINEAR em Socorro.